# Bandrów Kolonia
Bandrów Kolonia – dawna kolonia, obecnie nieoficjalna część wsi Bandrów Narodowy w Polsce, położona w województwie podkarpackim, w powiecie bieszczadzkim, w gminie Ustrzyki Dolne. Stanowi północną część wsi Bandrów Narodowy.
Kolonia powstała w 1783 na gruntach Bandrowa Narodowego w ramach kolonizacji józefińskiej, gdzie osiedlono kolonistów niemieckich. Część niemiecką nazwano Bandrów Kolonia. Układ zabudowy tej części wsi zorganizowano w formie łańcuchówki niemieckiej. Powstał tu zbór luterański w Bandrowie. Pierwszy dom modlitwy w Bandrowie był drewniany. Zbudowano go ok. 1788, a rozebrano w 1860. W jego miejscu (kilka metrów poniżej) powstał murowany dom modlitwy.
Bandrów Kolonia stanowiła odrębną gminę jednostkową w powiecie leskim w województwie lwowskim. W 1921 roku liczyła 394 mieszkańców, w tym 198 mężczyzn i 196 kobiet, w 57 budynkach mieszkalnych. 1 sierpnia 1934 gminę Bandrów Kolonia zniesiono i włączono do nowo utworzonej gminy Ustrzyki Dolne. 17 września 1934 utworzono gromadę (sołectwo) Bandrów Kolonja w granicach gminy Ustrzyki Dolne. W 1940 koloniści niemieccy zostali przesiedleni do Rzeszy, przez co po II wojnie światowej Bandrów Kolonia nie figuruje już jako odrębna gromada, wchodząc w skład Bandrowa Narodowego.